# Лесной массив

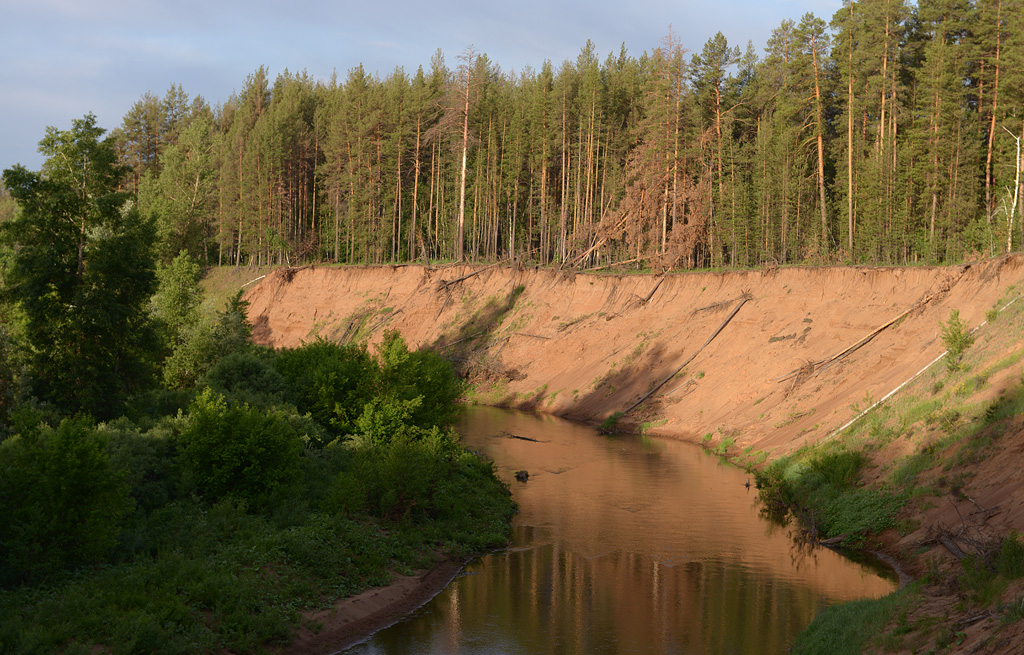
Бузулукский бор

Лесной массив — значительная целостная ограниченная территория, занимаемая лесом. Границы могут быть естественными — водоёмы, элементы рельефа, участки других типов растительности, или возникшими в результате человеческой деятельности — сельскохозяйственными угодьями, населёнными пунктами и др. 
Край леса шириной до 150 м — это опушка леса, остальное — внутренняя часть.
Внутри лесного массива могут встречаться участки не покрытые лесом: сплошные лесосеки, прогалины, поляны, пустыри,  усадьбы, а также небольшие водоёмы и сельскохозяйственные угодья.
Лесной массив может иметь древостои разного происхождения, состава, строения, возраста, полноты и продуктивности.
Лесной массив может занимать территорию от нескольких сотен до нескольких тысяч гектаров. Размеры лесных массивов лесостепной зоны обычно относительно небольшие, однако среди них есть одни из крупнейших, например, Бузулукский бор (общая площадь более 110 тыс. га, расположен в Самарской и Оренбургской областях), Борисоглебский лесной массив (площадь около 60 тыс. га, Воронежская область), Шипов лес (площадь около 40 тыс. га, Воронежская область).